# Thomas Kessler (compositeur)
Pour les articles homonymes, voir Thomas Kessler et Kessler.
Thomas Kessler, né le 25 septembre 1937 à Zurich et mort en avril 2024, est un compositeur suisse, pionnier de la musique électronique.

## Biographie
Kessler étudie la littérature aux universités de Zurich et de Paris, puis la composition avec Heinz Friedrich Hartig, Ernst Pepping et Boris Blacher à la Hochschule für Musik Berlin.
En 1965, il fonde son propre studio de musique électronique et devient membre du Gruppe Neue Musik Berlin. Il rencontre des compositeurs tels que Luc Ferrari et Vinko Globokar. Plus tard, il devient directeur du Elektronik Beat Studio Berlin, ainsi que directeur musical du Centre universitaire international de formation et de recherche dramatique de Nancy.
De 1973 à 2000, Thomas Kessler enseigne la composition et la théorie musicale à l'Académie de musique de la ville de Bâle, où il crée le Studio électronique de Bâle. Parmi ses élèves, on compte Wolfgang Heiniger, Max E. Keller, Bettina Skrzypczak, René Wohlhauser et Thomas Chr. Heyde.
Avec Gérard Zinsstag, il fonde le festival Tage für Neue Musik in Zürich, et avec Wolfgang Heiniger the festival ECHT!ZEIT de Bâle. Depuis 2001, il est compositeur en résidence aux New Music Concerts à Toronto.

## Récompenses et nominations
- 1968 : prix des artistes de la jeune génération à Berlin.
- 2007 : prix de composition Marguerite Staehelin.
- 2011 : devient membre de l'Académie des arts de Berlin.